# Pseudopezomachus bituberculatus
Pseudopezomachus bituberculatus é uma espécie de insetos himenópteros, mais especificamente de vespas parasíticas pertencente à família Braconidae.
A autoridade científica da espécie é Marshall, tendo sido descrita no ano de 1905.
Trata-se de uma espécie presente no território português.